# Fonoteca nazionale svizzera
La Fonoteca nazionale Svizzera (Schweizerische Nationalphonothek in tedesco, Phonothèque nationale suisse in francese e Fonoteca Naziunala Svizra in romancio) è l'archivio sonoro della Svizzera e fa parte della Biblioteca nazionale svizzera. L'istituzione è stata creata nel 1987 e ha sede a Lugano in Canton Ticino.
La collezione della fonoteca include documenti audio su più di 500 000 supporti sonori (che aumentano in media di 20-25 000 documenti all'anno) tra i quali produzione dell'industria discografica svizzera, registrazioni radiofoniche, della ricerca scientifica e lasciti di compositori, interpreti e collezionisti. 

## Storia
Già nel 1972 si iniziò a parlare della necessità di una Fonoteca svizzera, tuttavia, nonostante diversi pareri favorevoli, le richieste rimasero inascoltate. Nel 1980 venne pubblicato un rapporto dell'Ufficio Federale della Cultura con una proposta concreta, ma nel 1981 venne nuovamente bocciata dal Dipartimento delle Finanze. Solo nel 1982, su impulso dell'Ufficio Federale della Cultura, vennero stanziati 120 000 franchi dai proventi delle monete commemorative della Convenzione di Stans, mentre la città di Lugano offrì i suoi vecchi studi radiofonici.
Il 14 febbraio 1984 fu fondata la Società per l'allestimento della Fonoteca nazionale svizzera, con la partecipazione del direttore della Biblioteca nazionale e dell'Ufficio federale della cultura, mentre il Consiglio federale, nella persona di Alphons Egli, fu informato solo a cose fatte; la fonoteca non era infatti parte della pianificazione del Consiglio.
La prima assemblea della società per l'allestimento si tenne a Morges, nel Canton Vaud, il 17 agosto 1984. I finanziamenti allora disponibili erano solo quello già menzionato proveniente dalle monete commemorative e un contributo di 100 000 franchi della SUISA, la società svizzera che si occupa della gestione dei diritti d'autore. La città di Lugano offrì invece un prestito per il restauro dei locali, che venne completato nel 1985, mentre nel 1986 furono assunti i primi due dipendenti. Il finanziamento federale sarebbe arrivato solo con l'avvento della nuova pianificazione nel 1988, quando furono messi a disposizione 400 000 franchi annui.
Il 18 maggio 1987 la società per l'allestimento fu trasformata nella Fondazione Fonoteca nazionale svizzera, con la partecipazione del Canton Ticino, della città di Lugano, della SRG SSR, della SUISA, della Cooperativa svizzera degli artisti interpreti (SIG) e dell'IFPI, cui si sono aggiunti negli anni successivi il Dipartimento federale dell'interno e Swissperform.
Nel 2001 la fonoteca ha cambiato sede, spostandosi nel Centro San Carlo, di proprietà della Diocesi di Lugano, insieme al Conservatorio di Lugano.
Il 28 novembre 2014 il Consiglio federale ha stabilito che dal 2016 la fondazione sarebbe stata sciolta e la fonoteca accorpata alla Biblioteca nazionale svizzera, dipendente dall'Ufficio federale della cultura, parte del Dipartimento federale dell'interno.
Al 2022 la fonoteca aveva raggiunto 23 impiegati e riceveva finanziamenti per 1 400 000 franchi dalla Confederazione, per 290 000 franchi dal Canton Ticino e per 170 000 franchi dalla città di Lugano.
Poiché gli spazi attualmente occupati saranno trasformati in una clinica medica a partire dal 2027, la fonoteca sarà spostata insieme al Conservatorio e all'Orchestra della Svizzera italiana nella Città della musica di Lugano, che sarà costruita in un complesso di ex studi televisivi dell'RSI nel quartiere Besso.

## Collezione
La Fonoteca Nazionale Svizzera raccoglie:
- opere di autori e compositori svizzeri;
- registrazioni di esecutori svizzeri;
- opere pubblicate da aziende svizzere.

La collezione della Fonoteca Nazionale Svizzera comprende:
- i depositi della Biblioteca Nazionale Svizzera;
- documenti sonori della ricerca scientifica;
- registrazioni di trasmissioni radiofoniche storiche (dal 1932 fino a circa il 1955);
- i depositi della SUISA;
- prodotti dell'industria discografica, depositati su base volontaria da autori, editori, produttori ed esecutori coinvolti.

Una parte del materiale digitalizzato è accessibile online, il resto può essere fruito tramite dei punti d'ascolto presenti su tutto il territorio svizzero. Uno di questi è anche in Italia, presso la biblioteca dell'Istituto svizzero di Roma.

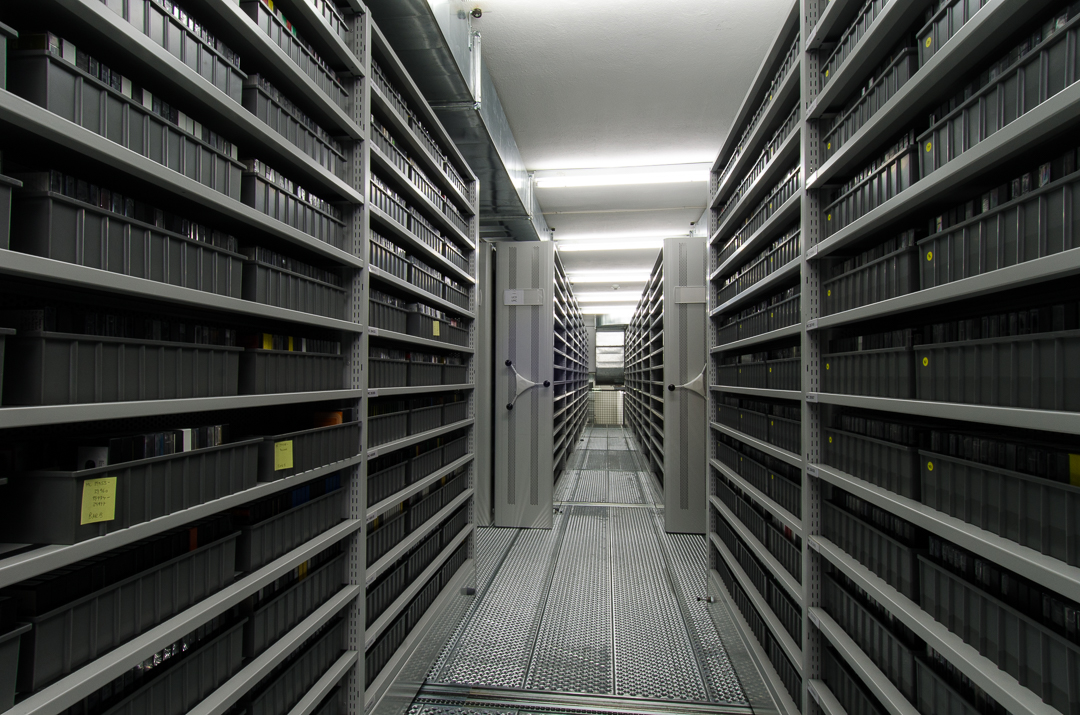
L'archivio
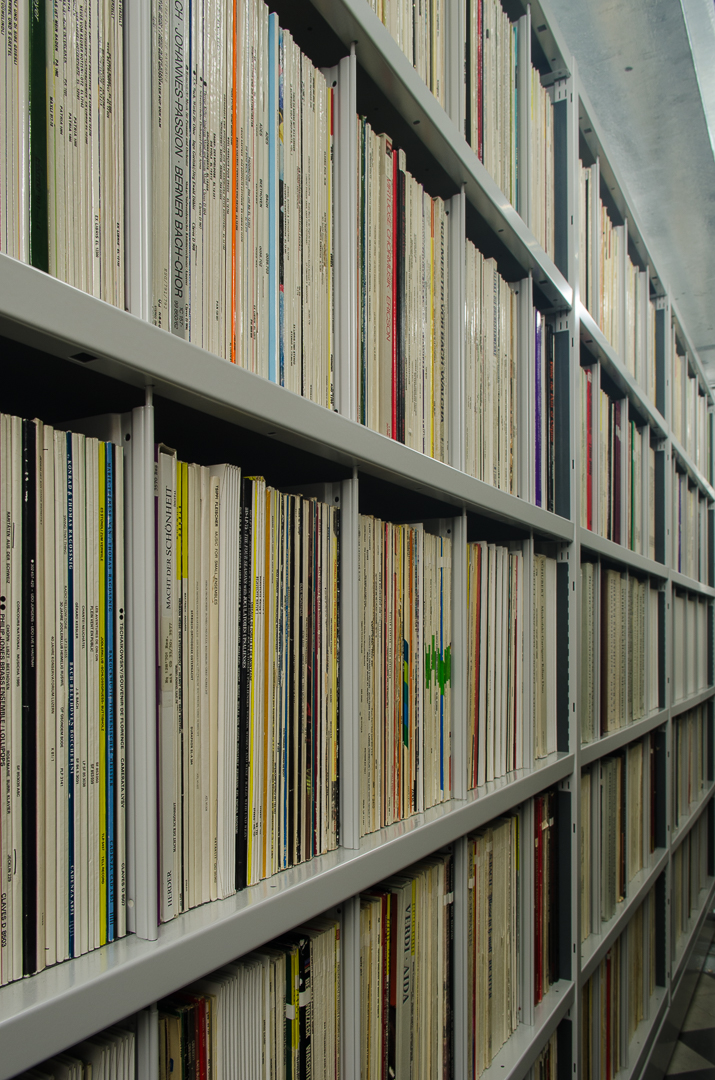
LP
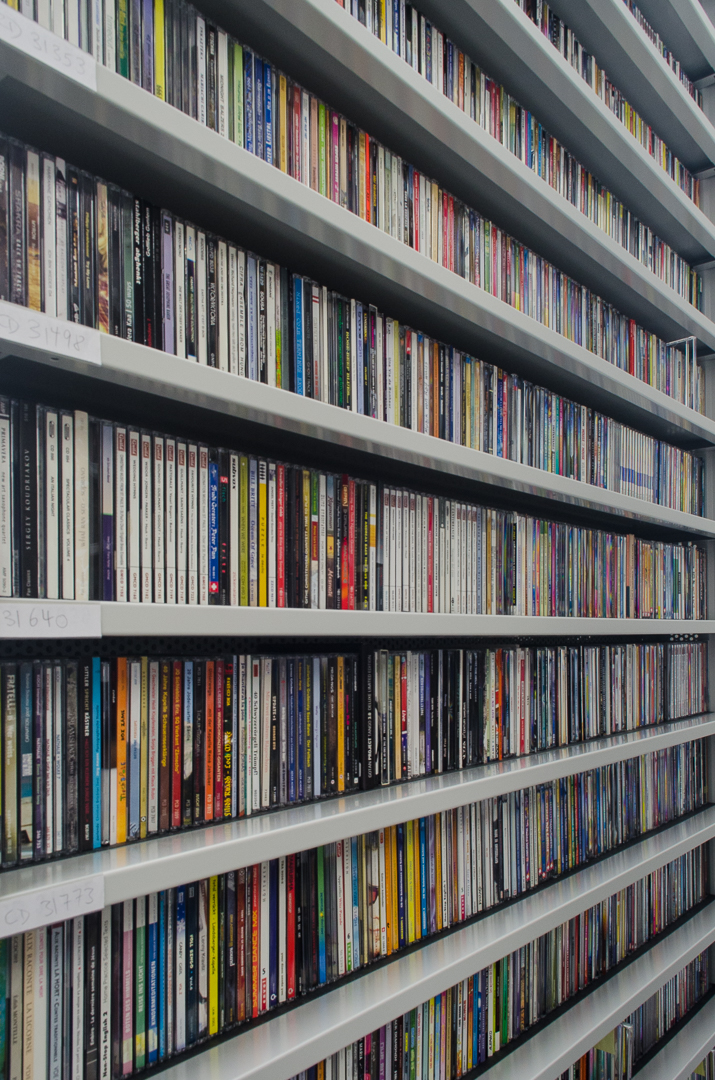
CD
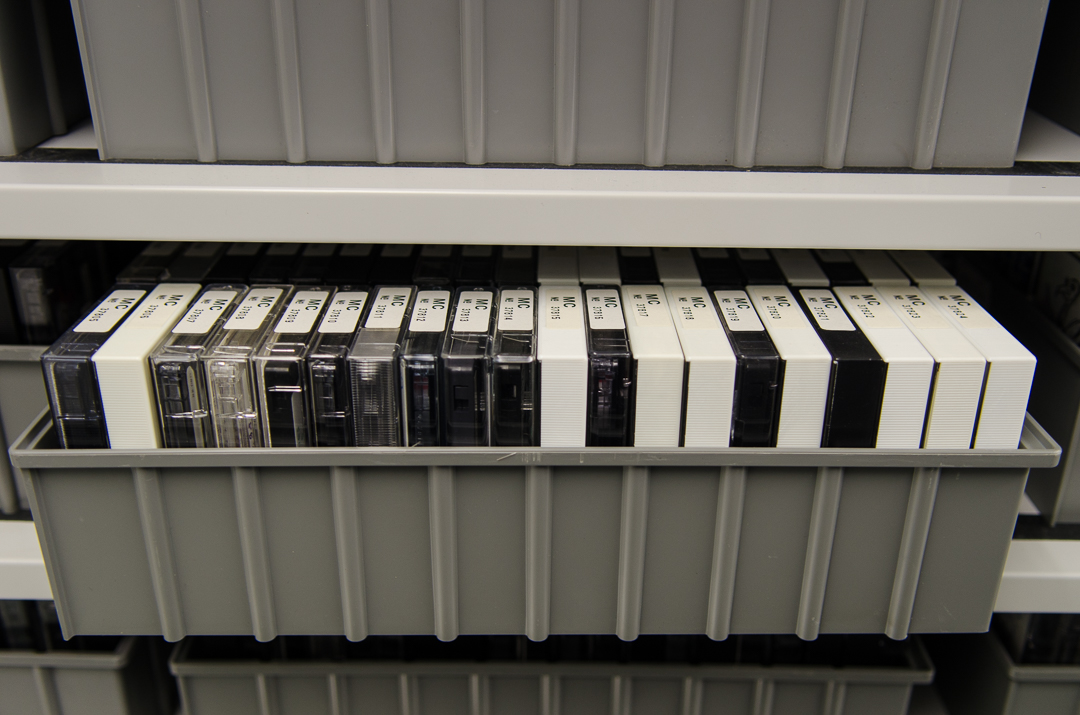
MC
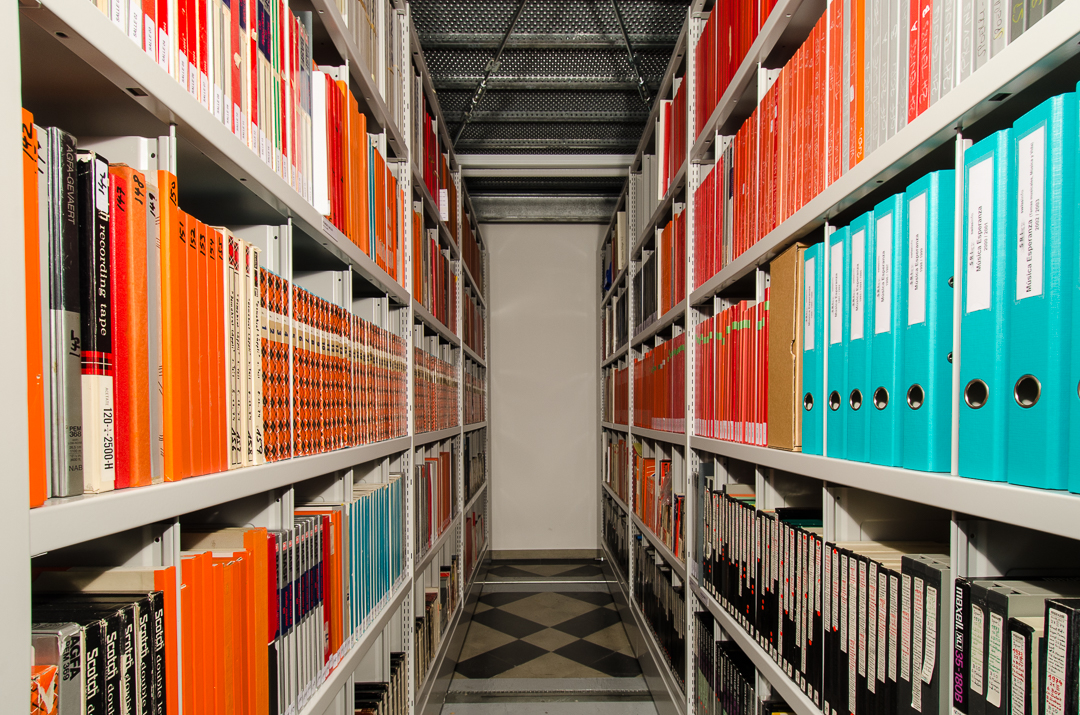
nastri magnetici

## VisualAudio
La Fonoteca Nazionale Svizzera, in collaborazione con l'Università di Friburgo, ha sviluppato VisualAudio, un metodo per riprodurre il contenuto di dischi fonografici, anche se danneggiati.
Il principio di VisualAudio è basato sul funzionamento del grammofono. Infatti, il grammofono riproduce la traccia incisa sul disco basandosi sull'oscillazione di uno stilo che segue il solco presente sul disco. È dunque possibile "vedere il suono". Un'immagine analogica ad alta risoluzione dei solchi del disco opportunamente processata permette infatti la ricostruzione della traccia sonora incisa.
La riproduzione di dischi fonografici usando VisualAudio prevede tre passaggi principali:
1. l'acquisizione di un'immagine analogica ad alta risoluzione dei solchi del disco fonografico (che verrà conservata come copia alternativa o complementare al disco fonografico);
2. la scansione dell'immagine analogica per ottenere un'immagine digitale;
3. la conversione dell'immagine digitale in traccia sonora.

La tecnologia VisualAudio permette perciò di trasferire tracce sonore da un disco fonografico ad un film analogico. Questo rappresenta un supporto meno sensibile al deterioramento nel corso del tempo. Siccome l'acquisizione di una fotografia analogica di un disco fonografico è un processo relativamente veloce e a limitato impatto meccanico, VisualAudio permette il rapido trasferimento di una grande quantità di dischi fonografici, anche danneggiati e non riproducibili altrimenti, su un nuovo supporto che rende possibile la conservazione inalterata e la riproduzione delle tracce in essi contenute.